# Parietalcell
Parietalceller är en typ av epitelcell i magsäckens slemhinna som har ett antal exokrina funktioner:
- Utsöndrar saltsyra vilket sänker magsaftens pH och aktiverar de nedbrytande enzym (pepsin) som spjälkar intaget protein så det kan upptas i blodet
- Utsöndrar proteinet Intrinsic factor som agerar transport- och bärarprotein åt vitamin B12.

## Funktion
Parietalcellerna, som finns utspridda mellan magslemhinnekörtlarnas hals och botten, har den unika förmågan att utsöndra saltsyra. Dessa celler upptar ca 15% av slemhinnans volym, och deras medelvolym är ca 2500 μm3 vilket är betydligt större än övriga epitelceller. Det finns omkring 1000 miljoner parietalceller i människans mage. Vid stimulering utsöndrar de normalt ca 20 mEqv saltsyra per timme; denna syra beräknas ha ett pH på 0,8 då den lämnar cellerna.
Sekretionen av saltsyra innebär att vätejoner koncentreras ca 3 miljoner gånger: från pH 7,4 i blodet till 0,8 i parietalcellernas sekret. Denna process är utomordentligt energikrävande, vilket avspeglas i parietalcellernas struktur: mitokondrierna (som skapar energi inuti cellerna, i form av adenosintrifosfat, ATP) utgör ca 35% av cellens volym, vilket torde vara högre än i någon annan typ av cell hos däggdjur. 
En annan unik struktur är de sekretoriska kanalerna, som genomborrar cytoplasman. Dessa kanaler, som mynnar i körtelns utförsgång, förstoras då parietalcellerna stimuleras.	
Saltsyran produceras genom att vätejoner lämnar cytoplasman samtidigt som kaliumjoner tas upp. Platsen för detta utbyte av joner är den del av cellmembranen som vetter mot sekretkanalerna samt mot körtelns utförsgång. I detta membran finns enzym (H+, K+, ATPas; också kallat syrapumpen) som ansvarar för utbytet och för att energi tillförs. 
Parietalcellerna utsöndrar också intrinsic factor (IF), som binder sig till vitamin B12 i maten, och därigenom skapar förutsättning för att vitamin B12 ska kunna absorberas i tarmen.
Parietalcellerna kan stimuleras av hormonet gastrin, av acetylkolin från nerver, och av histamin. En liten andel (4%) av parietalcellerna uppvisar 2 cellkärnor; dessa celler är dubbelt så stora som parietalceller med endast en cellkärna. Hos patienter med besvär av magsyra kan man minska produktionen av syra genom att hämma syrapumpen.